# Josef Fridl
Josef Fridl (* 21. April 1930 in Braunau am Inn; † 20. Oktober 2000 in Linz) war ein oberösterreichischer Politiker (SPÖ) und Parteiangestellter. Er war Abgeordneter und Zweiter Landtagspräsident des Oberösterreichischen Landtags und von 1982 bis 1991 Landesrat in der Oberösterreichischen Landesregierung.

## Ausbildung und Beruf
Fridl studierte an der Universität Graz, erreicht dort jedoch keinen Abschluss. Er war als Industriekaufmann bei den Vereinigten Aluminiumwerken Ranshofen tätig und wirkte daneben von 1946 bis 1954 als Kammerrat an der Kammer für Arbeiter und Angestellte für Oberösterreich. Er war zudem zwischen 1968 und 1974 Aufsichtsratsmitglied der OKA sowie in der Folge deren Vorstandsdirektor, zudem war er als Vorsitzender des Verwaltungsausschusses der Sparkasse Braunau am Inn und Vorstandsmitglied der Sparkasse Braunau am Inn aktiv.

## Politik und Funktionen
Fridl war auf lokalpolitischer Ebene als SPÖ-Gemeinderat in der Stadt Braunau am Inn aktiv, wobei er dort zwischen dem 23. Oktober 1955 und dem 22. Oktober 1967 auch das Amt des Bürgermeisters innehatte. Er wurde am 10. Dezember 1962 als Abgeordneter zum Oberösterreichischen Landtag angelobt und hatte dieses Mandat bis zum 16. November 1973 inne. Er war während dieser Zeit vom 30. Oktober 1968 bis zum 16. November 1973 auch Klubobmann des SPÖ-Landtagsklubs. Zuvor war Fridl bereits am 17. November 1967 zum Landesrat für Wohnbauförderung, Wohnungs- und Siedlungsrecht, Umsiedlung, Baurecht, Sparkassen etc. gewählt und führte dieses Ressort bis zum 24. Oktober 1972. Am 24. Oktober 1972 übernahm er nach dem Rücktritt von Stefan Demuth das Amt des Landeshauptmann-Stellvertreters und führte ab diesem Zeitpunkt die Ressorts Gemeinden, Personalstandswesen, Verwaltungspolizei und Prüfung, bis er am 5. Dezember 1974 aus seinem Amt als Landeshauptmann-Stellvertreter schied. 
Fridl war von 1970 bis zu seiner Deckung 1980 Mitglied der Freimaurerloge Zu den 7 Weisen.

## Auszeichnungen
- Großes Ehrenzeichen des Landes Oberösterreich
- Ehrenring der Stadt Braunau am Inn